# Karim Aribi
Karim Aribi (Reghaïa, 24 giugno 1994) è un calciatore algerino, attaccante dell'MC Oran.

## Carriera

### Club
Ha giocato nella massima serie dei campionati algerino, tunisino e francese, e nella seconda divisione francese.

### Nazionale
Nel 2020 ha esordito in nazionale.